# Rio Ambroz
O rio Ambroz é um rio do interior de Espanha, afluente do Alagón (um afluente do Tejo), que corre ao longo do norte da província de Cáceres, comunidade autónoma da Estremadura, formando o Vale do Ambroz.
Atravessa a cidade de Hervás. No município de Guijo de Granadilla também é chamado de rio Cáparra, em honra das ruínas romanas com o mesmo nome, que são banhadas por ele e que são acedidas através da ponte romana de Cáparra.
Etimologia do nome
O nome está associado a uma lápide pré-romana encontrada perto de Cória dedicado a um tal de Arentio Ambrunaeco, mas também se pode relacionar com os termos sânscrito abhrá (água), grego ἀφρός (espuma),o latim imber ou imbris (chuva forte) e o gaulês ambru. A raiz da palavra é encontrada em numerosos nomes de rios em toda a Europa: Amir e Amyr no País de Gales, Amper, Ammer e Emmer na Alemanha, Amber em Inglaterra, Ambrole, Ambre e Ambron em França, Ambra, Ambria, Ambro e Ambrio em Itália, etc.